# Brizeaux
 Brizeaux  es una población y comuna francesa, en la región de Lorena, departamento de Mosa, en el distrito de Bar-le-Duc y cantón de Seuil-d'Argonne.

## Demografía
| 120 | 94 | 70 | 62 | 48 | 53 |
| Para los censos de 1962 a 1999 la población legal corresponde a la población sin duplicidades (Fuente: INSEE [Consultar]) |    |    |    |    |    |